# Cimetière Saint-Maurice
De Cimetière Saint-Maurice of het Kerkhof van Bruille is een gemeentelijke begraafplaats in de Franse gemeente Bruille-Saint-Amand in het Noorderdepartement. Het kerkhof ligt in de kern Bruille in het noorden van de gemeente rond de kerk (Église Saint-Maurice). De kerk en het kerkhof liggen iets hoger dan het straatniveau en een trap met een zevental treden leidt naar de ingang. Voor de kerk staat een gedenkteken voor de gesneuvelde gemeentenaren uit de beide wereldoorlogen.

## Brits oorlogsgraf
Aan de noordelijke zijde van de kerk ligt het graf van een Britse gesneuvelde uit de Eerste Wereldoorlog. Het graf is van John Dales Thornley, luitenant bij de The Buffs (East Kent Regiment). Hij sneuvelde op 25 oktober 1918 en werd onderscheiden met het Military Cross (MC). Zij graf wordt onderhouden door de Commonwealth War Graves Commission en staat er geregistreerd onder Bruille-St. Amand Churchyard.